# Departamentul Oruro
Departamentul Oruro este un departament din Bolivia, cu o suprafață de 53.588 km2. La data recensământului din 2001, departamentul avea 391.870 de locuitori. Capitala se este orașul Oruro.
1. ↑  GeoNames, accesat în 9 iulie 2017